# Salvador Guinot Vilar
Salvador Guinot Vilar (Castellón de la Plana, 31 de diciembre de 1866 - Castellón de la Plana, 1944) fue un político y escritor de la Comunidad Valenciana, España. A menudo utilizó el pseudónimo de Joan de Vicenta.

## Biografía
Nace en una casa de la calle Mayor de Castellón de la Plana, cerca del portal de l´Om, hijo de Joan y Vicenta, descendientes de dos familias de tradición labradora. Estudió bachillerato en el antiguo Instituto de la calle Mayor, del cual posteriormente sería profesor de lengua y literatura castellanas entre 1893 y 1939. 
Se traslada a Madrid para estudiar Filosofía y Letras, donde es discípulo de Marcelino Menéndez Pelayo, quien le introdujo en el estudio de los clásicos de la literatura medieval y de la antigüedad griega y latina. Esta formación le lleva al estudio de los clásicos medievales valencianos. 
Se casa con Joaquima Vicent Fabregat y de su matrimonio no nace ningún hijo.

## Obra literaria
En Madrid escribe sus primeros relatos breves: Els Reis se'n van y Guardant el melonar, de ambiente costumbrista. 
El año 1900 se publica en Valencia su obra más importante, Capolls mustigats, un colección de seis relatos breves. Esta obra, a través de Josep Ribelles Comín, fue reeditada en 1905 en Barcelona por la Editorial l'Avenç con el título Escenes castellonenques. Su obra literaria se cierra con la narración Anyor (1913). A partir de este momento publicó sólo obras de erudición sobre los clásicos valencianos de los siglos XV y XVI, reeditando el Parlament en casa de Berenguer Mercader y la Tragèdia de Caldesa, de Joan Roís de Corella así como el Vocabulari de Joan de Resa.

## Experiencia política
Políticamente, Guinot fue de ideología conservadora y de adscripción maurista, siendo miembro del Partido Conservador, del que fue responsable provincial. Fue defensor de las doctrinas sociales de su tío, el jesuita Antoni Vicent, con el cual fundó el Sindicato Católico de Castellón de la Plana. 
En las elecciones de 1907 fue diputado al Congreso por el distrito de Lucena del Cid y presidente de la Diputación Provincial de Castellón entre 1930 y 1931. También fue alcalde de Castellón de la Plana en dos ocasiones la primera, desde febrero a junio de 1907, y la segunda de enero de 1925 a enero de 1927, sustituyendo en esta segunda a Francisco Ruiz Cazador, y siendo predecesor en el cargo de Norberto Ferrer Calduch. Siendo alcalde, inició diversas iniciativas culturales, como la consolidación de la Banda Municipal o la creación de una Biblioteca Municipal. Fundó el Círculo Artístico de Castellón y, el año 1919, la Sociedad Castellonense de Cultura. Guinot fue uno de los que firmaron las Normas de Castellón en 1932, junto con 51 firmantes más. Legó en vida su biblioteca personal a la ciudad de Castellón.
| Predecesor: Francisco Ruiz Cazador | Alcalde de Castellón Enero de 1925 - enero de 1927   | Sucesor: Norberto Ferrer Calduch            |
| Predecesor: Julián Ruiz Vicent     | Alcalde de Castellón Febrero de 1907 - junio de 1907 | Sucesor: Carlos González Espresati Chaparro |

## Obras
- 1900 Capolls mustigats, reeditada el año 1905 como Escenes castellonenques
- El poeta Jaime Gazull. Estudio bio-bibliográfico y crítico
- Fuentes literarias de la lengua valenciana
- Lo renaiximent valencià